# (5471) Tunguska
(5471) Tunguska est un astéroïde de la ceinture principale.

## Description
(5471) Tunguska est un astéroïde de la ceinture principale. Il fut découvert le 13 août 1988 à l'Observatoire de Haute-Provence par Eric Walter Elst. Il présente une orbite caractérisée par un demi-grand axe de 3,00 UA, une excentricité de 0,07 et une inclinaison de 9,3° par rapport à l'écliptique.

## Compléments